# Михаљани
Михаљани (слч. Michaľany) насељено је мјесто са административним статусом сеоске општине (слч. obec) у округу Требишов, у Кошичком крају, Словачка Република.

## Становништво
| Година:    | 1994. | 2004.   | 2014.    | 2024.    |
| ---------- | ----- | ------- | -------- | -------- |
| Број људи: | 1721  | 1755    | 1946     | 1735     |
| Разлика:   |       | +1,97 % | +10,88 % | -10,84 % |

| Година:    | 2023. | 2024.   |
| ---------- | ----- | ------- |
| Број људи: | 1743  | 1735    |
| Разлика:   |       | -0,45 % |

Према подацима о броју становника из 2011. године насеље је имало 1.943 становника.